# Katima Mulilo-Stadt
Katima Mulilo-Stadt (englisch Katima Mulilo Urban) ist ein Wahlkreis in der Region Sambesi im hohen Nordosten Namibias. Verwaltungssitz ist die gleichnamige Stadt, deren Grenzen mit dem Wahlkreis identisch sind. Der Wahlkreis hat (Stand 2023) knapp 46.400 Einwohner auf einer Fläche von 44,9 km².

## Wahlen
| Wahl | Name               | Partei | Stimmenanteil |
| ---- | ------------------ | ------ | ------------- |
| 1992 |                    |        |               |
| 1998 | Bernard Sibalatani | SWAPO  | 95,8 %        |
| 2004 | Bernard Sibalatani | SWAPO  | 77,4 %        |
| 2010 | Bernard Sibalatani | SWAPO  | 81,1 %        |
| 2015 | Bernard Sibalatani | SWAPO  | 77,2 %        |
| 2020 | John Mukaya        | SWAPO  | 52,9 %        |